# Kolhumadulu-Atoll
Das Kolhumadulu-Atoll ist ein Atoll der westlichen Inselkette der Malediven in der Lakkadivensee. Das geographische Atoll ist deckungsgleich mit dem Gebiet des maledivischen Verwaltungsatolls Kolhumadulu, mit der Thaana-Kurzbezeichnung ތ (Thaa).

## Geographie

### Allgemein
Das Atoll liegt 17 km südöstlich des Süd-Nilandhe-Atolls und 31 km südwestlich des Mulaku-Atolls. 30 km südöstlich befindet sich das Haddhunmathi-Atoll.
Kolhumadulu ist 55 km breit (Ost-West) und bis zu 45 km hoch (Nord-Süd). Das Atoll besteht aus 62 Inseln, wovon aber nur 13 dauerhaft bewohnt sind. Die Hauptinsel Veymandoo liegt auf dem südlichen Riffkranz.

### Inseln
| Inselname        | Aliasname    | Koordinaten           | Fläche Hektar | Einwohner 2006 |
| ---------------- | ------------ | --------------------- | ------------- | -------------- |
| Buruni           | Burunee      | 02° 34′ N, 073° 06′ O | 35,0          | 1.130          |
| Dhiyamigili      | Diyagli      | 02° 20′ N, 073° 20′ O | 25,3          | 452            |
| Gaadhiffushi     |              | 02° 15′ N, 073° 13′ O | 13,4          | 198            |
| Guraidhoo        |              | 02° 20′ N, 073° 19′ O | 31,8          | 1.137          |
| Hirilandhoo      |              | 02° 16′ N, 072° 56′ O | 29,4          | 845            |
| Kandoodhoo       | Kandudu      | 02° 19′ N, 072° 55′ O | 79,7          | 347            |
| Kinbidhoo        | Kibidhoo     | 02° 10′ N, 073° 04′ O | 34,4          | 808            |
| Madifushi        |              | 02° 21′ N, 073° 21′ O | 19,3          | 720            |
| Omadhoo          |              | 02° 10′ N, 073° 01′ O | 37,1          | 365            |
| Thimarafushi     |              | 02° 12′ N, 073° 09′ O | 20,5          | 1.237          |
| Vandhoo          |              | 02° 17′ N, 072° 57′ O | 26,1          | 268            |
| Veymandoo        | Veimandu     | 02° 11′ N, 073° 06′ O | 41,7          | 928            |
| Vilufushi        |              | 02° 30′ N, 073° 19′ O | 60,6          | 16             |
| Bodufinolhu      |              | 02° 19′ N, 073° 18′ O | …             | –              |
| Bodurehaa        |              | 02° 16′ N, 073° 14′ O | …             | –              |
| Dhiffushi        |              | 02° 31′ N, 073° 14′ O | …             | –              |
| Dhonanfushi      |              | 02° 29′ N, 073° 19′ O | …             | –              |
| Dhururehaa       |              | 02° 10′ N, 073° 01′ O | …             | –              |
| Ekruffushi       |              | 02° 16′ N, 073° 14′ O | …             | –              |
| Elaa             |              | 02° 10′ N, 073° 05′ O | …             | –              |
| Fenfushi         | Fenfushee    | 02° 17′ N, 073° 16′ O | …             | –              |
| Fenmeerufushi    |              | 02° 16′ N, 073° 13′ O | …             | –              |
| Fondhoo          |              | 02° 19′ N, 072° 59′ O | …             | –              |
| Fonidhaani       |              | 02° 18′ N, 073° 17′ O | …             | –              |
| Funaddhoo        | Fonaddu      | 02° 12′ N, 073° 08′ O | …             | –              |
| Fushi            |              | 02° 12′ N, 072° 58′ O | …             | –              |
| Fushifaru        |              | 02° 32′ N, 073° 11′ O | …             | –              |
| Gaalee           |              | 02° 33′ N, 073° 09′ O | …             | –              |
| Gaathurehaa      |              | 02° 10′ N, 073° 01′ O | …             | –              |
| Hathifushi       |              | 02° 17′ N, 073° 16′ O | …             | –              |
| Hikadhilhohi     |              | 02° 31′ N, 073° 14′ O | …             | –              |
| Hiriyanfushi     |              | 02° 13′ N, 073° 09′ O | …             | –              |
| Hodelifushi      |              | 02° 30′ N, 073° 19′ O | …             | –              |
| Hulhiyanfushi    |              | 02° 16′ N, 073° 13′ O | …             | –              |
| Kaadhoo          |              | 02° 17′ N, 073° 15′ O | …             | –              |
| Kandufushi       | Kadufushi    | 02° 32′ N, 072° 59′ O | …             | –              |
| Kafidhoo         |              | 02° 20′ N, 072° 58′ O | …             | –              |
| Kakolhas         |              | 02° 19′ N, 072° 57′ O | …             | –              |
| Kalhudheyfushi   |              | 02° 18′ N, 073° 17′ O | …             | –              |
| Kalhufahalafushi |              | 02° 24′ N, 073° 22′ O | …             | –              |
| Kani             |              | 02° 11′ N, 072° 58′ O | …             | –              |
| Kanimeedhoo      |              | 02° 12′ N, 073° 07′ O | …             | –              |
| Kolafushi        |              | 02° 16′ N, 073° 14′ O | …             | –              |
| Kolhufushi       |              | 02° 22′ N, 073° 22′ O | …             | –              |
| Kudadhoo         |              | 02° 18′ N, 072° 57′ O | …             | –              |
| Kudakaadhoo      |              | 02° 17′ N, 073° 16′ O | …             | –              |
| Kudakinbidhoo    | Kudakibidhoo | 02° 10′ N, 073° 04′ O | …             | –              |
| Kuredhifushi     |              | 02° 10′ N, 073° 02′ O | …             | –              |
| Lhavaddoo        |              | 02° 18′ N, 073° 17′ O | …             | –              |
| Maagulhi         |              | 02° 32′ N, 073° 11′ O | …             | –              |
| Maalefushi       | Maléfushi    | 02° 19′ N, 073° 18′ O | …             | –              |
| Mathidhoo        |              | 02° 21′ N, 073° 21′ O | …             | –              |
| Medhafushi       |              | 02° 21′ N, 073° 20′ O | …             | –              |
| Olhudhiyafushi   |              | 02° 16′ N, 073° 14′ O | …             | –              |
| Olhufushi        |              | 02° 22′ N, 072° 55′ O | …             | –              |
| Olhufushifinolhu |              | 02° 22′ N, 072° 54′ O | …             | –              |
| Olhugiri         |              | 02° 30′ N, 073° 15′ O | …             | –              |
| Rihaamaafushi    |              | 02° 17′ N, 073° 16′ O | …             | –              |
| Ruththibirah     |              | 02° 10′ N, 073° 03′ O | …             | –              |
| Ufuriyaa         |              | 02° 22′ N, 073° 22′ O | …             | –              |
| Usfushi          |              | 02° 15′ N, 073° 12′ O | …             | –              |
| Vanbadhi         |              | 02° 11′ N, 072° 59′ O | …             | –              |